# Oöforectomie
Oöforectomie of ovariëctomie is de chirurgische ingreep waarbij een of meer eierstokken (ovaria) worden verwijderd, al dan niet in combinatie met de eileiders (salpingo-oöforectomie).
Oöforectomie kan deel uitmaken van een uterusextirpatie.